# 5887 Yauza

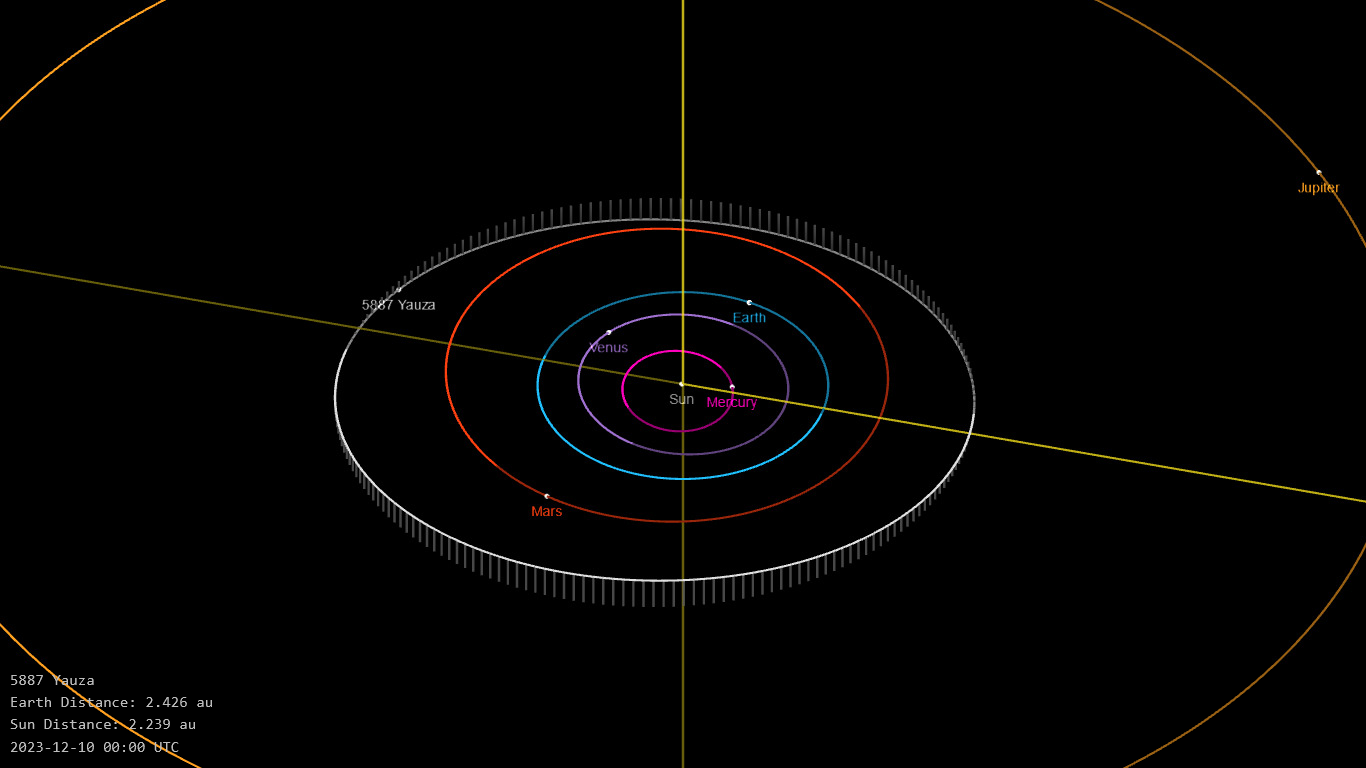
Orbita di 5887 Yauza (in bianco)

5887 Yauza è un asteroide della fascia principale. Scoperto nel 1976, presenta un'orbita caratterizzata da un semiasse maggiore pari a 2,2086508 UA e da un'eccentricità di 0,1269066, inclinata di 5,67179° rispetto all'eclittica.